# John D. Fredericks
John Donnan Fredericks (ur. 10 września 1869 w Burgettstown, zm. 26 sierpnia 1945 w Los Angeles) – amerykański polityk, członek Partii Republikańskiej.

## Działalność polityczna
W okresie od 1 maja 1923 do 3 marca 1927 przez dwie kadencje był przedstawicielem 10. okręgu wyborczego w stanie Kalifornia w Izbie Reprezentantów Stanów Zjednoczonych.